# Discographie de Kendrick Lamar
Cet article présente la discographie du rappeur américain Kendrick Lamar. Elle est composée de six albums studio, sept compilations et vingt singles.

## Albums

### Albums studio
| Titre                                                                        | Détails de l'album | Meilleure position | Meilleure position | Meilleure position | Meilleure position | Meilleure position | Meilleure position | Meilleure position | Meilleure position | Meilleure position | Certifications      |
| Titre                                                                        | Détails de l'album | AUS                | BEL VL             | CAN                | É-U                | FRA                | IRL                | N-Z                | R-U                | SUI                | Certifications      |
| ---------------------------------------------------------------------------- | --- | ------------------ | ------------------ | ------------------ | ------------------ | ------------------ | ------------------ | ------------------ | ------------------ | ------------------ | ------------------- |
| Section.80                                                                   | - Sortie : 2 juillet 2011 - Label : Top Dawg - Formats : CD, téléchargement numérique                                     | —                  | —                  | —                  | 113                | —                  | —                  | —                  | —                  | —                  | - RIAA : Or         |
| Good Kid, M.A.A.D City                                                       | - Sortie : 22 octobre 2012 - Label : Top Dawg, Aftermath, Interscope - Formats : CD, téléchargement numérique             | 23                 | 46                 | 2                  | 2                  | 57                 | 26                 | 7                  | 16                 | 38                 | - RMNZ : Platine    |
| To Pimp a Butterfly                                                          | - Sortie : 16 mars 2015 - Label : Top Dawg, Aftermath, Interscope - Formats : CD, téléchargement numérique                | 1                  | 4                  | 1                  | 1                  | 17                 | 6                  | 1                  | 1                  | 3                  | - RIAA : Platine    |
| DAMN.                                                                        | - Sortie : 14 avril 2017 - Label : Top Dawg, Aftermath, Interscope - Formats : CD, téléchargement numérique               | 2                  | 2                  | 1                  | 1                  | 3                  | 2                  | 2                  | 2                  | 3                  | - SNEP : 2x Platine |
| Mr. Morale & the Big Steppers                                                | - Sortie : 13 mai 2022 - Label : PGLang (en), Top Dawg, Aftermath, Interscope - Formats : CD, téléchargement numérique    |                    |                    |                    |                    |                    |                    |                    |                    |                    | - SNEP : Or         |
| GNX                                                                          | - Sortie : 22 novembre 2024 - Label : PGLang (en), Interscope - Formats : CD, téléchargement numérique, streaming, vinyle |                    |                    |                    |                    |                    |                    |                    |                    |                    | - SNEP : Or         |
| « — » indique que l'album ne s'est pas classée dans le hit-parade de ce pays | |                    |                    |                    |                    |                    |                    |                    |                    |                    |                     |

### EP
- 2009 : Kendrick Lamar

### Mixtapes
- 2003 : Youngest Head Nigga in Charge
- 2005 : Training Day
- 2007 : No Sleep 'Til NYC (avec Jay Rock)
- 2009 : C4
- 2010 : Overly Dedicated
- 2012: Compton State of Mind

### Compilations
- 2016 : untitled unmastered.
- 2018 : Black Panther: The Album

### Musiques de film
- 2018 : Black Panther: The Album

### Ventes
| Titre | AUS      | CAN      | É-U         | FRA       | ITA      | N-Z      | R-U       | Monde        |
| --- | -------- | -------- | ----------- | --------- | -------- | -------- | --------- | ------------ |
| Section.80 | —        | —        | 500 000     | —         | —        | —        | 27 348    | + 500 000    |
| Good Kid, M.A.A.D City | —        | 40 000   | 3 000 000   | —         | —        | 15 000   | 193 333   | + 4 000 000  |
| To Pimp a Butterfly | 35 000   | —        | 1 000 000   | —         | —        | —        | 170 162   | + 1 200 000  |
| DAMN. | 35 000   | —        | 3 600 000   | 100 000   | 25 000   | 30 000   | 100 000   | + 5 000 000  |
| Total | + 70 000 | + 40 000 | + 8 100 000 | + 100 000 | + 25 000 | + 45 000 | + 490 000 | + 10 700 000 |
| « — » indique que les ventes n'ont pas été communiquées dans ce pays. Attention : Ces albums ont été publiés dans bien d'autres pays que ceux cités ici, ce qui explique le différentiel de totaux. |          |          |             |           |          |          |           |              |

## Chansons

### Singles
- 2011 : HiiiPoweR
- 2011: My People (featuring Jay Rock)
- 2012 : The Recipe (featuring Dr. Dre)
- 2012 : Swimming Pools (Drank)
- 2012 : Backseat Freestyle
- 2013 : Poetic Justice (featuring Drake)
- 2013 : Bitch, Don't Kill My Vibe
- 2014 : i
- 2015 : The Blacker the Berry
- 2015 : King Kunta
- 2015 : Alright
- 2015 : These Walls (featuring Bilal, Anna Wise & Thundercat)
- 2016 : Untitled 07 | levitate
- 2017 : HUMBLE.
- 2017 : ELEMENT.
- 2017 : LOYALTY. (featuring Rihanna)
- 2017 : LOVE. (featuring Zacari)
- 2018 : All the Stars (avec SZA)
- 2018 : King's Dead (avec Jay Rock, Future & James Blake)
- 2018 : Pray For Me (avec The Weeknd)

### Chansons collaboratives
- 2010 : Turn Me Up d'Ab-Soul featuring Kendrick Lamar, sur l'album Longterm 2: Lifestyles of the Broke and Almost Famous
- 2010 : Diary of a Broke Nigga de Jay Rock featuring Kendrick Lamar, sur l'album Black Friday
- 2010 : They Say de Jay Rock featuring Kendrick Lamar, sur l'album Black Friday
- 2011 : Moscato d'Ab-Soul featuring Kendrick Lamar, sur l'album Longterm Mentality
- 2011 : College Girls de 8 Ounz featuring Kendrick Lamar
- 2011 : B-Boyz de Birdman featuring Mack Maine, Kendrick Lamar, Ace Hood & DJ Khaled
- 2011 : Push Thru de Talib Kweli featuring Kendrick Lamar & Curren$y, sur l'album Prisoner of Conscious
- 2011 : Star Life de Lyn Charles featuring Kendrick Lamar, sur l'album American Tragedy
- 2011 : Do It Again de Terrace Martin fearturing Kendrick Lamar et Wiz Khalifa, sur l'album Locke High 2
- 2011 : Hood Gone Love It de Jay Rock featuring Kendrick Lamar, sur l'album Follow Me Home
- 2011 : Buried Alive Interlude de Drake featuring Kendrick Lamar sur l'album Take Care
- 2011 : Say Wassup de Jay Rock featuring Kendrick Lamar, Schoolboy Q et Ab-Soul, sur l'album Follow Me Home
- 2011 : Light Years Ahead (Sky High) de SchoolBoy Q featuring Kendrick Lamar, sur l'album Setback
- 2011 : Birds & the Beez de SchoolBoy Q featuring Kendrick Lamar, sur l'album Setbacks
- 2011 : Growing Apart Too de Jhené Aiko featuring Kendrick Lamar, sur l'album Sailing Soul(s)
- 2012: The City de The Game featuring Kendrick Lamar, sur l'album The R.E.D. Album
- 2012 : ILLuminate d'Ab-Soul featuring Kendrick Lamar, sur l'album Control System
- 2012 : Black Lip Bastard (Remix) d'Ab-Soul featuring Kendrick Lamar, SchoolBoy Q & Jay Rock sur l'album Control System
- 2012 : A1 Everything de Meek Mill featuring Kendrick Lamar, sur la mixtape Dreamchasers 2
- 2012 : Fuckin' Problems d'A$AP Rocky featuring Drake, 2 Chainz et Kendrick Lamar, sur l'album Long.Live.A$AP
- 2012 : 1 Train d'A$AP Rocky featuring Kendrick Lamar, Joey Bada$$, Yelawolf, Danny Brown, Action Bronson et Big K.R.I.T., sur l'album Long.Live.A$AP
- 2012 : See No Evil de The Game featuring Kendrick Lamar, sur l'album Jesus Piece
- 2012 : Look Good With Trouble de Solange Knowles featuring Kendrick Lamar, sur l'EP True
- 2013 : We Up de 50 Cent featuring Kendrick Lamar et Kidd Kidd, sur l'album Street King Immortal
- 2013 : Live in My Bed de Frank Anthony featuring Kendrick Lamar, sur la mixtape Sixty8 Comeback
- 2013 : YOLO de The Lonely Island featuring Adam Levine & Kendrick Lamar, sur l'album The Wack Album
- 2013 : How Many Drinks? de Miguel featuring Kendrick Lamar, sur l'album Kaleidoscope Dream
- 2013 : Memories Back Then de T.I. featuring B.o.B, Kendrick Lamar & Kris Stephen
- 2013 : Looks Good with Trouble de Solange featuring Kendrick Lamar
- 2013 : Street Dreamin' de Bridget Kelly featuring Kendrick Lamar, sur l'album All or Nothing
- 2013 : Compton's Finest de H.O.P.E. Wright featuring Kendrick Lamar
- 2013 : Solo Dolo Part II de Kid Cudi featuring Kendrick Lamar, sur l'album Indicud
- 2013 : Let Us Move On de Dido featuring Kendrick Lamar, sur l'album Girl Who Got Away
- 2013 : Collard Greens de Schoolboy Q featuring Kendrick Lamar, sur l'album Oxymoron
- 2013 : Forbidden Fruit de J. Cole featuring Kendrick Lamar, sur l'album Born Sinner
- 2013 : Control de Big Sean featuring Kendrick Lamar et Jay Electronica – Single promotionnel
- 2013 : Give It 2 U de Robin Thicke featuring Kendrick Lamar, sur l'album Blurred Lines
- 2013 : Give It 2 U (Remix) de Robin Thicke featuring Kendrick Lamar et 2 Chainz, sur l'album Blurred Lines – Titre bonus
- 2013 : Triangle Ship de Terrace Martin featuring Kendrick Lamar, sur l'album 3ChordFold
- 2013 : Love Game d'Eminem featuring Kendrick Lamar, sur l'album The Marshall Mathers LP 2
- 2013 : Fragile de Tech N9ne featuring Kendrick Lamar, IMayday! et Kendall Morgan, sur l'album Something Else
- 2013 : Nosetalgia de Pusha T featuring Kendrick Lamar, sur l'album My Name Is My Name
- 2013 : Jealous de Fredo Santana featuring Kendrick Lamar, sur l'album Trappin' Ain't Dead
- 2014 : Radioactive Remix d'Imagine Dragons featuring Kendrick Lamar – Single promotionnel
- 2014 : Pay for it de Jay Rock fearturing Kendrick Lamar
- 2014 : Backwards de Tame Impala featuring Kendrick Lamar, sur l'album Divergent: Original Motion Picture Soundtrack
- 2014 : Really Be (Smokin N Drinkin) d'YG featuring Kendrick Lamar, sur l'album My Krazy Life
- 2014 : It's On Again d'Alicia Keys featuring Kendrick Lamar, sur l'album The Amazing Spider-Man 2: The Original Motion Picture Soundtrack
- 2014 : Babylon de SZA featuring Kendrick Lamar, sur l'EP Z
- 2014 : Buy the World de Mike Will Made It featuring Lil Wayne, Future et Kendrick Lamar, sur l'album Est. in 1989 Pt. 3 (The Album)
- 2014 : Kendrick Lamar's Interlude d'Ab-Soul featuring Kendrick Lamar, sur l'album These Days...
- 2014 : That's Me Right There de Jasmine V featuring Kendrick Lamar, sur l'album That's Me Right There
- 2014 : Never Catch Me de Flying Lotus featuring Kendrick Lamar, sur l'album You're Dead!
- 2014 : Holy Ghost (Remix) de Young Jeezy featuring Kendrick Lamar
- 2014 : Autumn Leaves de Chris Brown featuring Kendrick Lamar, sur l'album X
- 2015 : Heaven Help Dem de Jonathan Emile featuring Kendrick Lamar
- 2015 : Thugin' de Glasses Malone featuring Kendrick Lamar, sur l'album GH2: Life Ain't Nuthin' But
- 2015 : I'm Ya Dogg de Snoop Dogg featuring Kendrick Lamar & Rick Ross, sur l'album Bush
- 2015 : Bad Blood de Taylor Swift featuring Kendrick Lamar
- 2015 : Classic Man (Remix) de Jidenna featuring Kendrick Lamar
- 2015 : Money Over Love de Bilal featuring Kendrick Lamar, sur l'album In Another Life
- 2015 : Genocide de Dr. Dre featuring Kendrick Lamar, Marsha Ambrosius & Candice Pillay, sur l'album Compton
- 2015 : Darkside/Gone de Dr. Dre featuring King Mez, Marsha Ambrosius & Kendrick Lamar, sur l'album Compton
- 2015 : Deep Water de Dr. Dre featuring Kendrick Lamar, Justus & Anderson .Paak, sur l'album Compton
- 2015 : Vice City de Jay Rock featuring Kendrick Lamar, ScHoolboy Q & Ab-Soul, sur l'album 90059
- 2015 : Easy Back de Jay Rock featuring Kendrick Lamar, sur l'album 90059
- 2015 : Ain't That Funkin' Kinda Hard On You? (Louie Vega Remix) de Funkadelic featuring Kendrick Lamar
- 2015 : On Me de The Game featuring Kendrick Lamar, sur l'album The Documentary 2.0
- 2015 : LA de Ty Dolla $ign featuring Kendrick Lamar, Brandy & James Fauntleroy, sur l'album Free TC
- 2016 : No More Parties in L.A. de Kanye West featuring Kendrick Lamar, sur l'album The Life of Pablo
- 2016 : The New Cupid de BJ The Chicago Kid featuring Kendrick Lamar, sur l'album In My Mind
- 2016 : Ain't That Funkin’ Kinda Hard On You? (We Ain't Neva Gonna Stop Remix) de Funkadelic featuring Kendrick Lamar & Ice Cube
- 2016 : Survive de Mistah F.A.B featuring Kendrick Lamar, KXNG Crooked & Kobe Honeycutt
- 2016 : Freedom de Beyoncé featuring Kendrick Lamar, sur l'album Lemonade
- 2016 : Holy Key de DJ Khaled featuring Kendrick Lamar, Big Sean & Betty Wright, sur l'album Major Key
- 2016 : That Part (remix) de Schoolboy Q featuring Jay Rock, Kendrick Lamar & Ab-Soul
- 2016 : Wat's Wrong  de Isaiah Rashad featuring Zacari & Kendrick Lamar, sur l'album The Sun's Tirade
- 2016 : goosebumps de Travis Scott featuring Kendrick Lamar, sur l'album Birds in the Trap Sing McKnight
- 2016 : God Is Fair, Sexy Nasty de Mac Miller featring Kendrick Lamar, sur l'album The Devine Feminine
- 2016 : The Greatest de Sia featuring Kendrick Lamar
- 2016 : Don't Wanna Know de Maroon 5 featuring Kendrick Lamar
- 2016 : Really Doe de Danny Brown featuring Kendrick Lamar, Ab-Soul & Earl Sweatshirt, sur l'album Atrocity Exhibition
- 2016 : American Skin (41 Shots) de Mary J. Blige featuring Kendrick Lamar
- 2016 : Conrad Tokyo de A Tribe Called Quest featuring Kendrick Lamar, sur l'album We Got It from Here... Thank You 4 Your Service
- 2016 : Sidewalks de The Weeknd featuring Kendrick Lamar, sur l'album Starboy
- 2017 : Walk on By de Thundercat featuring Kendrick Lamar, sur l'album Drunk
- 2017 : Perfect Pint de Mike WiLL Made-It featuring Kendrick Lamar, Gucci Mane & Rae Sremmurd, sur l'album Ransom 2
- 2017 : Mask Off (Remix) de Future featuring Kendrick Lamar
- 2017 : Doves in the Wind de SZA featuring Kendrick Lamar, sur l'album Ctrl
- 2017 : Yeah Right de Vince Staples featuring Kendrick Lamar & Kučka, sur l'album Big Fish Theory
- 2017 : Cold Summer de DJ Kay Fly featuring Kendrick Lamar, Mac Miller, Kevin Gates & Rell, sur l'album The Big Brother
- 2017 : Power de Rapsody featuring Kendrick Lamar & Lance Skiiiwalker, sur l'album Laila's Wisdom
- 2017 : New Freezer de Rich the Kid featuring Kendrick Lamar, sur l'album The World Is Yours
- 2017 : Get Out of Your Own Way de U2 featuring Kendrick Lamar, sur l'album Songs of Experience
- 2017 : Cities - Interlude de D J.Y.A featuring Kendrick Lamar, sur l'album Sketch Streets II
- 2017 : The City de YG Hootie featuring Kendrick Lamar, sur l'album Hubris
- 2017 : American Dream de Jeezy featuring J. Cole & Kendrick Lamar, sur l'album Pressure
- 2017 : Don't Don't Do It! de N.E.R.D featuring Kendrick Lamar, sur l'album NO ONE EVER REALLY DIES
- 2017 : Kites de N.E.R.D featuring Kendrick Lamar & M.I.A., sur l'album NO ONE EVER REALLY DIES
- 2018 : Hustla's Story de Cozz featuring Kendrick Lamar, sur l'album Effected
- 2018 : Dedication de Nipsey Hussle featuring Kendrick Lamar, sur l'album Victory Lap
- 2018 : Wow de Jay Rock featuring Kendrick Lamar, sur l'album Redemption
- 2018 : Mona Lisa de Lil Wayne featuring Kendrick Lamar, sur l'album Tha Carter V
- 2018 : Tints de Anderson .Paak featuring Kendrick Lamar, sur l'album Oxnard
- 2018 : Something Dirty/Pic Got Us de Swizz Beatz featuring Kendrick Lamar, Jadakiss & Styles P, sur l'album Poison
- 2018 : The Mantra de Pharell & Kendrick Lamar, sur l'album Creed II (soundtrack)
- 2019 : Momma I Hit a Lick de 2 Chainz featuring Kendrick Lamar, sur l'album Rap or Go to the League
- 2019 : The Nile de Beyoncé featuring Kendrick Lamar, sur la compilation The Lion King: The Gift
- 2019 : Hair Down de Sir featuring Kendrick Lamar, sur l'album Chasing Summer
- 2019 : Rearview de Raphael Saadiq featuring Kendrick Lamar, sur l'album Jimmy Lee
- 2020 : Look Over Your Shoulder de Busta Rhymes featuring Kendrick Lamar, sur l'album Extinction Level Event 2: The Wrath of God
- 2021 : Family ties (with Kendrick Lamar) de Baby Keem featuring Kendrick Lamar, sur l'album The Melodic Blue
- 2021 : Range brothers (with Kendrick Lamar) de Baby Keem featuring Kendrick Lamar, sur l'album The Melodic Blue